# Camille Keaton
Camille Keaton (nascuda el 20 de juliol de 1947) és una actriu i model estatunidenca. És coneguda pel seu paper de Jennifer Hills a la polèmica pel·lícula de 1978 I Spit on Your Grave. Va començar la seva carrera a Itàlia, fent el seu debut cinematogràfic com a Solange Beauregard a la pel·lícula giallo Cosa avete fatto a Solange? (1972), i va protagonitzar diverses altres pel·lícules de terror italianes. principis dels anys setanta. El 2015, Keaton va repetir el seu paper de Jennifer Hills per a la pel·lícula I Spit on Your Grave: Deja Vu, que es va estrenar el 2019.

## Primers anys
Keaton va néixer el 20 de juliol de 1947 a Pine Bluff (Arkansas). Va assistir a l'escola secundària a Eudora (Arkansas) fins al 1960 quan la seva família es va traslladar a Atlanta.
El 1969, es va veure involucrada en un accident de cotxe important que la va deixar amb cicatrius facials. Keaton va treballar un temps com a hostessa a Amtrak.

## Carrera
Keaton es va traslladar a Itàlia el 1971, on havia signat amb un representant, i va aparèixer en diversos anuncis publicitaris. El seu paper debut va ser el 1972 interpretant el paper de Solange, una noia desapareguda a la pel·lícula de Massimo Dallamano del gènere giallo titulada Cosa avete fatto a Solange? Encara que un petit paper, el seu físic delicat i fràgil va cridar l'atenció immediata. Robert Marcucci va dir del seu paper de Solange: "Ella realment roba cada escena en què es troba, simplement entra i surt de cadascuna de les seves escenes, la seva cara i els seus gestos són misteriosos i atractius." El mateix any, va aparèixer com a protagonista de la pel·lícula de terror italiana Estratto dagli archivi segreti della polizia di una capitale europea (1972).
El novembre de 1972, Keaton va ser pàgina central a la revista italiana d'entreteniment masculí Playmen. IEl setembre de 1974, va ser a la portada de Playmen . Keaton va tornar als Estats Units el 1975, instal·lant-se a Nova York. Després va aparèixer com a Jennifer Hills, una víctima de violació que es venja sagnant dels seus atacants, en el polèmica pel·lícula d'explotació I Spit On Your Grave (1978), dirigida pel seu llavors marit, Meir Zarchi. Per la seva actuació va guanyar el Medalla Sitges en Plata de Llei a la millor actriu a l'XI Festival Internacional de Cinema Fantàstic i de Terror.
Després de l'estrena de I Spit On Your Grave, Keaton es va traslladar amb el seu marit Zarchi a Los Angeles, Califòrnia.
El 2012, Keaton va aparèixer en un paper no acreditat a The Lords of Salem de Rob Zombie, i també ha aparegut a les pel·lícules " 'Chop (2011) i The Butterfly Room (2013).
Les seves pel·lícules més recents inclouen el thriller d'invasió domèstica de Samuel Farmer The Last House (2019), Terror in Woods Creek (2017), Blood River (2013), Plan 9 (2015), i la reimaginació de l'escriptor/director Jake Zelch de la infame pel·lícula de 1993 de Keaton Savage Vengeance (2020).

## Vida personal
Keaton es va casar amb en primeres noces amb el director de cinema israelià Meir Zarchi, qui la va dirigir a I Spit on Your Grave; es divorciaren el 1982. Després va estar casada amb el productor de cinema Sidney Luft del 20 de març de 1993 fins a la seva mort el 15 de setembre de 2005.

## Filmografia
| Any  | Títol                                                                | Paper                             |
| ---- | -------------------------------------------------------------------- | --------------------------------- |
| 1972 | Cosa avete fatto a Solange?                                          | Solange Beauregard                |
| 1972 | Decameron No. 2 – Le altre novelle di Boccaccio                      | Alibech                           |
| 1972 | Estratto dagli archivi segreti della polizia di una capitale europea | Jane                              |
| 1973 | Il gatto di Brooklyn aspirante detective II                          | Guendalina Bacherozza de Porcaris |
| 1973 | Il sesso della strega                                                | Ann                               |
| 1974 | Madeleine, anatomia di un incubo                                     | Madeleine                         |
| 1978 | I Spit on Your Grave                                                 | Jennifer Hills                    |
| 1982 | Raw Force                                                            | Girl in toilet                    |
| 1982 | The Concrete Jungle                                                  | Rita Newman                       |
| 1989 | No Justice                                                           | Preacher's wife                   |
| 1993 | Savage Vengeance                                                     | Jennifer                          |
| 1999 | Holy Hollywood                                                       | Betty                             |
| 2010 | Chop                                                                 | Mrs. Reed                         |
| 2010 | Sella Turcica                                                        | Karmen Roback                     |
| 2012 | The Butterfly Room                                                   | Olga                              |
| 2012 | The Lords of Salem                                                   | Doris Von Fux                     |
| 2013 | Blood River                                                          | Mirabella                         |
| 2015 | Cabaret Diabolique                                                   | Agent Marcia Wilson               |
| 2015 | Plan 9                                                               | Grandma                           |
| 2017 | Death House                                                          | Kristi Boon                       |
| 2017 | Terror in Woods Creek                                                | Principal Beasley                 |
| 2018 | Me and Mrs. Jones                                                    | Mom                               |
| 2019 | The Last House                                                       | Marsha Kane                       |
| 2019 | I Spit on Your Grave: Deja Vu                                        | Jennifer Hills                    |
| 2020 | Camp Twilight                                                        | District Attorney                 |
| 2021 | Holy Hollywood                                                       | Betty                             |